# Villeneuve-le-Roi
Villeneuve-le-Roi là một xã ở ngoại ô phía nam của Paris, Pháp. Nó nằm cách 13,7 km (8,5 mi) tình từ trung tâm của Paris.

## Thành phố kết nghĩa
- Stourport-on-Severn, Worcestershire, Anh